# Ганна Золотаренко
Ганна Золотаренко (? — після 1671) — руська міщанка, третя дружина гетьмана Богдана Хмельницького, сестра полковників Івана та Василя Золотаренків. Видавала універсали від свого імені, негласно завідувала гетьманською скарбницею, авторитарно керувала сімейними справами родини Хмельницьких.

## Короткі відомості
Ганна Золотаренко народилася в Корсуні, в сім'ї міщанина, ймовірно, ювеліра.
Сучасний український історик В. В. Кривошея вважає, що «з першим чоловіком, рідним братом матері Петра Дорошенка, Якимом Тихоновичем Тарасенком, Ганна Золотаренко мала сина Кіндрата. Вдруге вийшла заміж за полковника Мартина Пилипенка, мали сина Данила (основоположник Даценків). Були сини Стефан, що жив у Корсуні, Осип. На час свого третього шлюбу їй було років 45-48. Дітей від попередніх шлюбів усиновив Богдан Хмельницький, і надалі всі вони носили його прізвище.»
У 1651 році стала дружиною Богдана Хмельницького, з яким обвінчалась у Корсуні, в Свято-Іллінській церкві.
На місці Свято-Іллінської церкви 1995 року встановлено знак у пам'ять про вінчання Богдана Хмельницького з Ганною Золотаренко (архітектор О. В. Конончук, художник В. І. Матеєнко, роботи в камені виконав М. П. Масло).
Ганна Золотаренко видавала універсали від свого імені на зразок гетьманських, негласно завідувала гетьманською скарбницею, авторитарно керувала сімейними справами родини Хмельницьких.
1671 року постриглася в черниці під іменем Анастасії в Печерському жіночому монастирі. Померла в Києві.

### Родина
- Батько: Микифор Золотаренко
- Мати:?
- Брати:

- Іван Золотаренко
- Василь Золотаренко

- Сестри:?
- Чоловік:

- Мартин Пилипенко
- Богдан Хмельницький, Гетьман війська запорозького (1648—1657)

### У кіно
- «Гетьман»[2] (режисер Валерій Ямбурський) (Україна) (2015)